# تكية مير تشخماق
تكية مير تشخماق (بالفارسية: تکیه میرچخماق) هي تكية شيعية تاريخية تعود إلى القرن الثامن الهجري والقرن التاسع الهجري، وتقع في يزد.